# Gemarkung Rappetenreuth
Die Gemarkung Rappetenreuth ist eine Gemarkung im Landkreis Kulmbach, die vollständig auf dem Gemeindegebiet von Grafengehaig liegt.
Die Gemarkung hat eine Fläche von 1,425 km². Sie ist in 159 Flurstücke aufgeteilt, die eine durchschnittliche Flurstücksfläche von 8959,89 m² haben. In ihr liegen die Gemeindeteile Rappetenreuth und Zegast.
Die Nachbargemarkungen sind:
| - Gemarkung Grünlas - Gemarkung Hohenberg - Gemarkung Horbach | - Gemarkung Oberweißenbach - Gemarkung Wüstenselbitz |